# Drávaiványi
Drávaiványi (kroatisch Ivanidba) ist eine ungarische Gemeinde im Kreis Sellye im Komitat Baranya.

## Geografische Lage
Drávaiványi liegt vier Kilometer südwestlich der Stadt Sellye und ungefähr fünf Kilometer nördlich der Grenze zu Kroatien. Die Nachbargemeinde Drávasztára befindet sich zweieinhalb Kilometer südlich.

## Geschichte
Drávaiványi blickt auf eine nunmehr 700-jährige Ortsgeschichte zurück; erstmalige Beurkundungen der Ortschaft lassen sich auf das 14. Jahrhundert datieren. Mitte des 19. Jahrhunderts umfasste die Gemeinde zirka 600 Einwohner, seither nahm die Bevölkerungszahl zunehmend ab. Gegenwärtig beheimatet die Gemeinde nunmehr 200 Einwohner.

## Sehenswürdigkeiten
- Reformierte Kirche, erbaut 1792 (Barock) mit bemalter hölzerner Kassettendecke

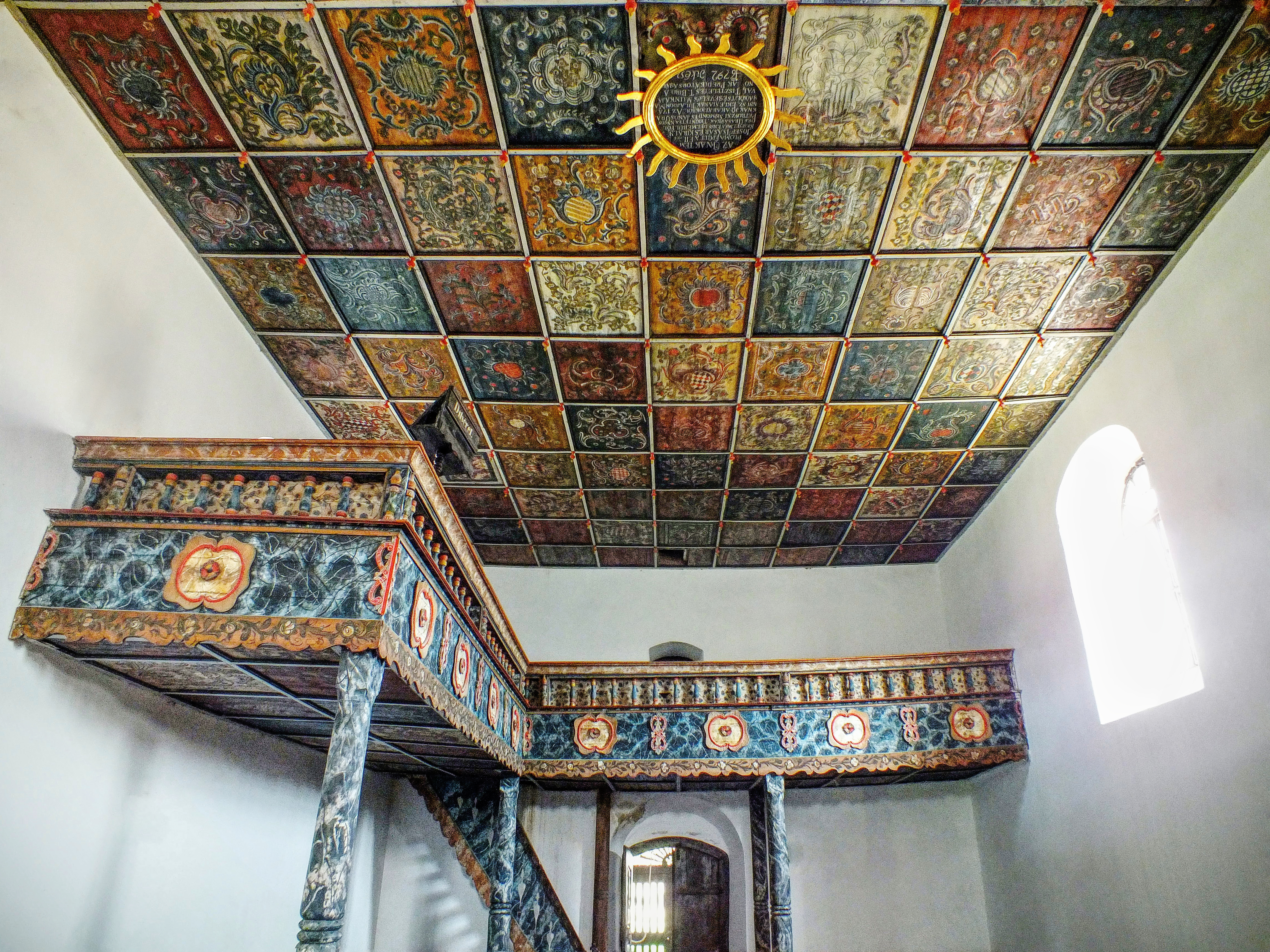
Kassettendecke in der reformierten Kirche
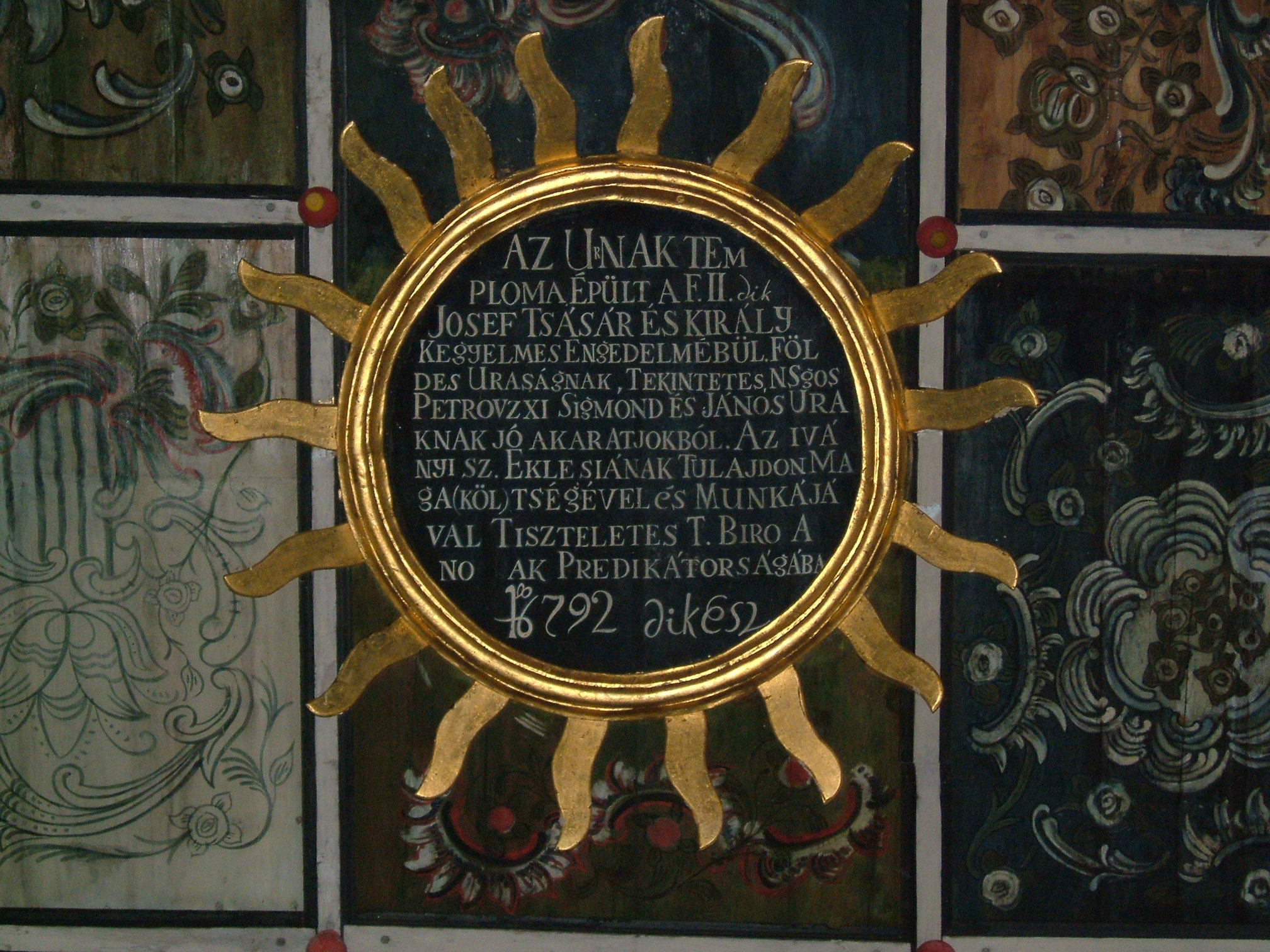
Detailansicht der Kassettendecke

## Verkehr
Durch die Gemeinde verläuft die Landstraße Nr. 5821. Der nächstgelegene Bahnhof befindet sich in Sellye.